# Piña de Esgueva
Piña de Esgueva – gmina w Hiszpanii, w prowincji Valladolid, w Kastylii i León, o powierzchni 29,96 km². W 2011 roku gmina liczyła 351 mieszkańców.